# Ethereum
Ethereum je kryptoměna (ETH) a open-source platforma založená na decentralizované databázi, tzv. blockchainu, který chrání před neoprávněným zásahem z vnější i z vnitřní strany. Zároveň se však jedná o decentralizovaný, turingovsky kompletní virtuální stroj Ethereum Virtual Machine (EVM) pro běh takzvaných „smart contracts“ („chytrých kontraktů“), které zajišťují hladké a nezmanipulovatelné fungování sítě.

## Historie
Autorem platformy a kryptoměny Ethereum je Vitalik Buterin, který koncept poprvé představil koncem roku 2013, spolu s Gavinem Woodem, který koncept formalizoval na začátku roku 2014 v takzvaném Yellow Paperu.
Síť byla spuštěna 30. července 2015 v režimu Frontier (veřejný beta test). Koncept Etherea spadá mezi next-generation kryptoměny, někdy také nazývané jako „Bitcoin 2.0“.

### Hard fork a zcizení etherů
Rok po spuštění sítě Ethereum již cena kryptoměny vzrostla na 20 amerických dolarů za jeden ether, ale na pořádku dne byl velký propad. Souvisel s kryptoměnovým systémem DAO (z anglického decentralized autonomous organization). Ten vznikl v květnu 2016 a byl v podstatě naprosto transparentní a flexibilní decentralizovaný fond rizikového kapitálu, jehož účel bylo financování všech budoucích decentralizovaných aplikací.
V období května až června 2016 narostla hodnota DAO v přepočtu na více než 150 milionů amerických dolarů v etheru, tj. 14 % v té době vydaných etherů. Systém byl postaven na koncepci blockchainu Ethereum a jeho tokeny mohl získat každý výměnou za ethery. Tím také získal přístup na DAPPS (tzv. decentralizované aplikace). Systém DAO ale umožňoval i opačnou funkci. Pokud klientovi aplikace DAPPS nevyhovovaly, mohl znovu získat funkcí „split“ zpět své ethery. Tato funkce také každému umožňovala tvorbu vlastní „child DAO“ (dceřiné DAO).
Aby byl zajištěný hladký průběh transakcí, znovu získané ethery bylo možné utratit až 28 dní od oddělení se od systému DAO. V samotném systému DAO se však nachází chyba. 18. června 2016, tj. po zhruba měsíci od vzniku DAO, využili hackeři chyby v systému a odčerpali pomocí funkce „split“ třetinu z celkového fondu DAO, tedy cca 50 milionů amerických dolarů (v přepočtu 3,7 milionů tokenů). Utratit odčerpané peníze mohli však až po uplynutí 28 dní.
Chyba byla na straně DAO, nikoliv Etherea, ale i přesto vedla ke ztrátě důvěry. Hodnota etheru klesla z 20 amerických dolarů za token na cca 12 dolarů. Jako reakci Nadace Ethereum Foundation z možných řešení zvolila „hard fork“, nenávratné rozdělení sítě, které vstoupilo do platnosti 23. června 2016. Od bloku 1920 000 se vydal blockchain novou cestou a každý, kdo tyto změny akceptoval, se touto cestou vydá také. Ostatním byl přístup k dalším aktualizacím odepřen.
Protože „hard forku“ vyjádřila podporu většina investorů a významných hráčů, zachoval si název Ethereum (ETH), zatímco kryptoměna menší část komunity, která nesouhlasila s radikálním řešením a odmítla přejít na nový systém, tj. zůstala u starého blockchainu, se přejmenovala na Ethereum Classic (ETC).
Zásah do podstaty blockchainu Etherea představoval pouze zavedení chytrého kontrakt, jehož jedinou funkcí bylo umožnit obětem získat své peníze zpět. Tento krok však narušil ideu spravedlivého a transparentního systému, který se nebude měnit a zůstane stejný na věky, a naznačoval i další možné budoucí změny. Ty se ostatně odehrály hned 16. října 2017, kdy proběhl další „hard fork“ Etherea na řešení s názvem Byzantium. Další „hard fork“ s názve Constantinopole má následovat v roce 2018.
Z hlediska kapitalizace představuje Ethereum druhou největší kryptoměnu současnosti (Etherum Classic je osmnáctou největší). Tržní kapitalizace ETH činila 18. června roku 2018 49 789 840 777 amerických dolarů při ceně 497,15 amerických dolarů za jeden ether. Tokenů bylo v té době v oběhu 100 150 943. Tržní kapitalizace Bitcoinu dosahuje naproti tomu 110 752 419 254 amerických dolarů.
Dnes tedy existují dvě Ethereové sítě, které provádějí transakce a chytré kontrakty. Jejich cena je však velmi odlišná. Kdo však držel měnu ether v době před rozdělením, měl nárok na stejný objem jednotek v obou kryptoměnách.

### Enterprise Ethereum Alliance (EEA)
V březnu 2017 se různé blockchain startupy, výzkumné skupiny a společnosti Fortune 500 oznámili vytvoření Enterprise Ethereum Alliance (EEA) s 30 zakládajícími členy. Do května měla organizace 116 členů, vč. ConsenSys, Microsoft, Intel, ING a dalších.
Účelem EEA je koordinace vývoje open-source verze, i neveřejné části blockchainu určené k řešení korporátních problémů v bankovnictví, managementu, zdravotnictví, aj. za spolupráce s ostatními vývojáři z EEA. Někteří členové aliance projevili zájem o implementaci nepřístupných části do veřejného Etheruem blockchain, jsou zde ale velké pochybnosti v podobě možných bezpečnostních a regulačních problémů spojené se vzájemným přemostěním blockchainů.
Před červencem 2017 má EEA již 150 členů, nově např. MasterCard, Cisco Systems nebo Scotia Bank.

## Charakteristika
Tvůrcům kryptoměny Ethereum šlo zejména o vytvoření sdílené výpočetní platformy, která umožňuje využít blockchain k provozu decentralizovaných aplikací. Platforma Ethereum proto slouží ke zdokonalení chytrých kontraktů a k jejich uvedení do praxe, kde by mohly nahradit a decentralizovat všechny klasické smlouvy a dohody.
Chytrý kontrakt je jakýkoliv protokol nebo software, který zajišťuje, ověřuje anebo vynucuje vyjednání nebo provedení kontraktu (smlouvy). Na rozdíl od standardní smlouvy, kde dodržení závazku vynucuje zákon, chytré kontrakty závazky vynucují pomocí kryptografického kódu. Fungování této sítě tedy není jako u Bitcoinu omezeno pouze na transakci měny, ale je v ní možné psát své vlastní programy, tj. chytré kontrakty, které provádějí přesně to, co jejich tvůrce nastaví. Kontrakty tak klientům pomohou transparentním a nekonfliktním procesem vyměnit peníze, majetek, akcie nebo cokoliv jiného bez zásahů třetích stran (právníků, notářů).
Chytré kontrakty jsou často přirovnávány k digitálnímu prodejnímu automatu, do kterého se vloží data nebo něco hodnotného a zákazník za to získá finální položku, třeba nápoj nebo dům. Každá akce v tomto automatu, síti Ethereum, stojí určité množství paliva, které se odvozuje od potřebného výpočetního výkonu a délky běhu akce. Kryptoměna ether je využívána právě jako digitální palivo této sítě, které získávají od správce chytrého kontraktu těžaři, jenž na jeho popud spustí část programu. Ether může být dále doplňován zasláním od uživatelů nebo jiných chytrých kontraktů.

## Těžba
Na rozdíl od Bitcoinu lze ether relativně snadno těžit grafickými kartami místo specializovaných minerů. V roce 2018 ale začínají programátoři testovat pro ověřování transakcí a zapisování do blockchainu koncept proof-of-stake namísto proof-of-work. Bloky by tak do řetězce transakcí nepřidávali těžaři, ale přímo majitelé velkého množství etherů.

## Zakoupení
Ethereum lze směnit za Bitcoin na některé ze světových burz, kde je obchodováno. Těmi mohou být například Poloniex.com nebo Kraken.com.
Ethereum lze zakoupit i např. pomocí převodu SEPA na burze coinbase.com. Stejně tak jako u českých směnáren je zde ale při vyšších částkách nutné podstoupit proces ověření identity.
Od 17. srpna 2017 umožňuje Ethereum obchodovat i burza bitstamp (jedna z prvních burz obchodujících Bitcoin).[zdroj⁠?!],

## Zajímavosti
Vitalik Buterin přiznal kolik vlastní Etheru a další kryptoměny.